# DRBV 21A
DRBV 21A (MARS, TRS 3015) — двухкоординатная РЛС воздушного обзора, упрощённая версия радара DRBV 26C. Использует двухмодульный полупроводниковый передатчик с 32 силовыми элементами (на DRBV 26C — 16 модулей с 256 элементами). Обеспечивает цифровое сжатие сигнала. Система селекции движущихся целей улучшает соотношение сигнал/шум на 45 dB.
В качестве опции аппаратура оснащается системой автоматического распознавания и сопровождения (до 100 целей).
Антенна весом 600 кг является модифицированной версией антенны радара DRBV 22. Приёмник аналогичен приёмнику радара DRBV 15С.
Существует модификация радара MARS-05 с антенной MR-05.
В некоторых источниках радар фигурирует под названием DRBV 24.

## Установки на кораблях
- Фрегаты типа «Флореаль»
- УДК типа «Фудр»[англ.]